# Hugh de Vere, IV conte di Oxford
Hugh de Vere IV conte di Oxford (1210 (circa) – dicembre 1263 (prima del)) fu l'unico figlio ed erede di Robert de Vere, III conte di Oxford, uno dei garanti della Magna Charta.

## Biografia
Hugh de Vere IV conte di Oxford nacque attorno al 1210 da Robert de Vere, III conte di Oxford ed Isabel de Bolebec (1164 circa – 2 o 3 febbraio 1245) pochi anni dopo il matrimonio dei suoi genitori che risaliva al 1207. Quando nel 1221 suo padre morì Hugh era ancora piccolo e fu quindi sua madre che si prese la sua custodia dalla corona per la somma di 6.000£. Raggiunta la maggiore età rese l'omaggio feudale ad Enrico III d'Inghilterra nel 1231 e nel maggio di due anni dopo il re lo creò cavaliere in una cerimonia a Gloucester e due giorni dopo ordinò allo sceriffo locale di dargli quanto gli spettava quale Conte di Oxford.
Insieme al titolo ereditò l'incarico di Lord gran ciambellano, carica che era nella sua famiglia dai tempi del suo bisnonno Aubrey de Vere II (1085 circa – maggio 1141) e grazie ad esso nel 1236 partecipò all'incoronazione della regina Eleonora di Provenza. Non sempre accomodante nei confronti del sovrano sia nel 1258 che nell'anno seguente fu chiamato a presenziare a diversi comitati baronali il cui intento era perseguire delle riforme entro il governo.
Hugh ottenne anche di tenere mercato a Castle Hedingham, centro di una delle sue proprietà principali, nell'Essex.
Hugh morì prima del dicembre 1263.

## Matrimonio e figli
Hugh si sposò con Hawise de Quincy, figlia di Saer de Quincy, i due insieme ebbero:
- Robert de Vere, V conte di Oxford (1240 circa – prima del 7 settembre 1296)
- Isabel de Vere
- Lora de Vere
- Margaret de Vere